# Hotel Rheineck (Niederdollendorf)

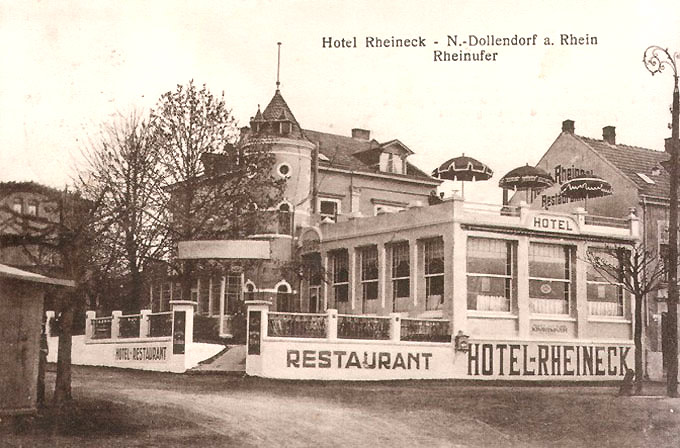
Hotel Rheineck, Ansichtskarte (um 1920)

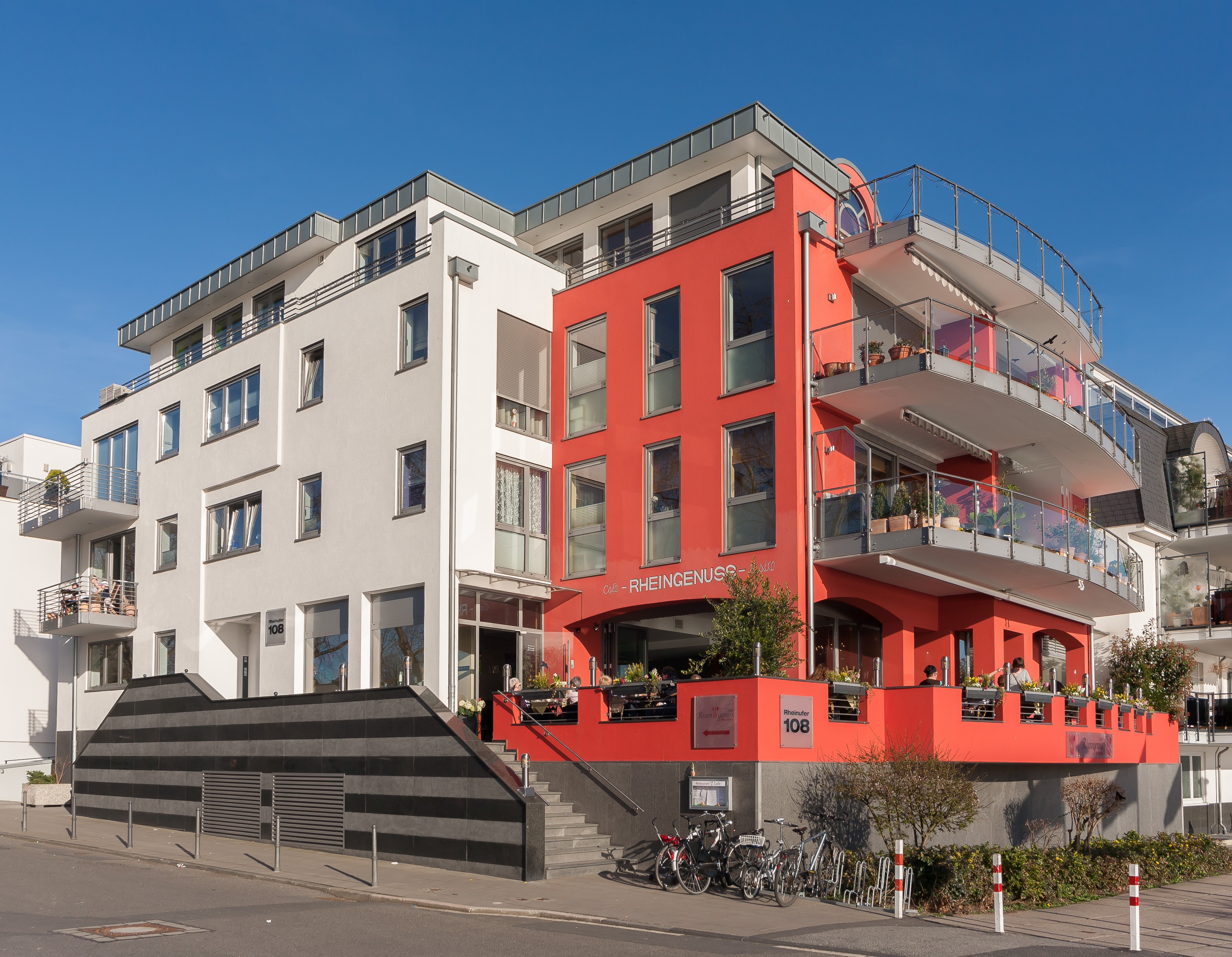
Nachfolgebau des Hotels Rheineck (2013)

Das Hotel Rheineck war ein Hotel in Niederdollendorf, einem Ortsteil der Stadt Königswinter im nordrhein-westfälischen Rhein-Sieg-Kreis, das nach 1900 errichtet und 2005 abgebrochen wurde. Es stand als Baudenkmal unter Denkmalschutz.

## Lage
Das Hotel lag an der Rheinuferpromenade (Adresse: Rheinufer 108) an der Anlegestelle der Rheinfähre Bad Godesberg–Niederdollendorf als Eckbebauung zur Fährstraße.

## Geschichte
Das Hotel nahm seinen Betrieb in einer 1900 erbauten Villa auf. 1909 wurde es zum Rhein hin um einen Verandenanbau erweitert.:203 Es bildete gemeinsam mit einer unmittelbar südlich angrenzenden Dreiergruppe von zweigeschossigen Reihenhäusern (erbaut 1905/06) ein Ensemble, das eine Entsprechung im früheren Rheinhotel an der Godesberger Straße hatte.:203 Nach dessen weitreichendem Umbau an der Rheinfront und dem Ausbau der Rheinpromenade ab 1968 war dieses Ensemble das einzige Zeugnis der Gestalt des Niederdollendorfer Rheinufers in der Zeit nach der Jahrhundertwende. Auf dem Grundstück des Hotels befand sich ein alter Baumbestand aus Kastanien.:192 Am 29. November 1989 erfolgte die Eintragung des Gebäudes in die Denkmalliste der Stadt Königswinter. Bei schweren Rheinhochwassern, letztmals in den Jahren 1993 und 1995, wurden die Fundamente des Gebäudes beschädigt.
Im Frühjahr 2002 wurde das zuletzt nur noch als Restaurant und Café geführte Gasthaus geschlossen; der damalige Betreiber und Eigentümer beabsichtigte, die Immobilie zu verkaufen. Zu diesem Zeitpunkt hatte ein Investor bereits Planungen aufgenommen, das ehemalige Hotelgebäude aufgrund der schlechten Bausubstanz abreißen und an seiner Stelle einen Komplex mit Eigentumswohnungen errichten zu lassen. Die Planungen stießen ebenso wie die eines weiteren Investors bei der Stadt Königswinter auf Ablehnung, sodass sich die Neubebauung des Grundstücks verzögerte. Genehmigt wurden schließlich die Pläne eines weiteren Investors aus Bad Honnef für einen Komplex, der neben Eigentumswohnungen auch wieder einen gastronomischen Betrieb im Erdgeschoss vorsah. Der Abbruch des früheren Hotels Rheineck erfolgte Ende März 2005, in diesem Zuge wurden auch die alten Kastanienbäume entfernt.

## Architektur
Das ehemalige Hotel Rheineck umfasste eine zweigeschossige Villa von 1900 mit einer später purifizierten Putzfassade, die historisierende Schmuckformen und einen Rundturm in der Nordwestecke besaß, sowie einen Verandenanbau von 1909 mit Dachterrasse. An der Ecke zur Fährstraße bestand eine erhöhte Gartenterrasse mit Brüstungsmauer.:203